# PNS Mangro (S133)
Le PNS Mangro (en français : « Mangrove »), pennant number :  S133, est un sous-marin diesel-électrique de classe Hangor, basé sur la classe Daphné française. Il a été conçu, construit et mis en service à Toulon, en France. Il a été en service du 9 août 1970 au 2 janvier 2006.

## Engagements
La quille du Mangro a été posée le 8 juillet 1968 et il a été lancé le 7 février 1970 à Toulon en France. Il a été mis en service dans la marine pakistanaise le 8 août 1970.
En 1971, son équipage a commencé à recevoir une formation en France. Il a alors été impliqué dans les événements concernant le Pakistan oriental, lorsqu’une mutinerie a eu lieu à bord en vue de faire défection et de se rallier au Bangladesh,. Au moment de cette formation, treize membres de l’équipage étaient des Pakistanais de l’Est qui planifiaient une opération pour prendre le contrôle du sous-marin et tenter de rejoindre le Bangladesh. Le Mangro reçut l’ordre de se présenter à la base sous-marine de Karachi le 1er avril 1971, mais son plan de départ fut interrompu lorsque les 13 engagés du Pakistan oriental décidèrent de s’emparer du sous-marin. Cependant
leur plan a été déjoué car le renseignement naval en avait connaissance. Cela a conduit le Special Service Group (SSG) de la marine à entreprendre un plan d’action armé pour contrer la mutinerie, qui a entraîné la mort d’un mutin tandis que les autres se sont échappés de la base navale en France et se sont réfugiés à l’ambassade de l’Inde à Genève en Suisse,.
Après l’incident, le Mangro s’est rendu au Pakistan sous le commandement du Lieutenant commander Shamim Khalid et s’est présenté à sa base de Karachi. Le 22 novembre 1971, le Mangro a été déployé sous le commandement du capitaine de corvette Shamim pour patrouiller au large de la mer d'Oman, et a finalement détecté l’armada de la marine indienne qui avait été envoyée pour attaquer Karachi. Aucune attaque n’a été menée car les deux nations n’avaient pas officiellement déclaré la guerre, mais le Mangro a suivi l’escadre.
Le 2 décembre 1971, le Mangro rentra à sa base, pour découvrir que l’attaque sur Karachi, menée par l’escadre qu’il avait suivi plus tôt, avait commencé. Au cours de la guerre, le Mangro a poursuivi ses opérations et s’est présenté à la base sain et sauf après la conclusion du cessez-le-feu entre les deux nations.
Le 2 janvier 2006, il a été désarmé après avoir accompli 34 ans de service dans la marine pakistanaise. Après son désarmement, le Mangro a été échoué au chantier de démolition navale de Gadani et a été vendu pour la ferraille en 2006.